# サンタアニタスプリントチャンピオンシップステークス
サンタアニタスプリントチャンピオンシップステークス（Santa Anita Sprint Championship Stakes）は、アメリカ合衆国のサンタアニタ競馬場にて、毎年10月上旬（一度だけ9月開催があった）に開催される競馬の競走である。

## 概要
1985年にエインシェントタイトルハンデキャップの名前で創設された。
エインシェントタイトルは1970年代にハリウッド金杯などG1競走を4勝した活躍馬で、2008年には殿堂入りを果たしている。
1990年からエインシェントタイトルブリーダーズカップハンデキャップに改称すると共にG3に格付けされる。1999年からG2に昇格、2001年からG1に昇格した。
2007年から2010年まではオールウェザーで開催された。2007年からはエインシェントタイトルステークスに改称、更に2012年から現在のサンタアニタスプリントチャンピオンシップステークスに改称されて現在に至る。
時期的なことからBCスプリントへのステップレースとして使われることが多く、1993年のカードマニア、1997年のエルムハースト、2000年のコナゴールド、2011年のアマゾンビー、2017年・2018年のロイエイチがこのレースに勝利した後にBCスプリントに勝利している。
2020年よりG2に降格されることになった。

## 近年の勝ち馬
- 2024 Straight No Chaser
- 2023 Dr. Schivel
- 2022 Howbeit
- 2021 Dr. Schivel
- 2020 C Z Rocket
- 2019 Omaha Beach
- 2018 Roy H
- 2017 Roy H
- 2016 Lord Nelson
- 2015 Wild Dude
- 2014 Rich Tapestry[3]
- 2013 Points Offthebench
- 2012 Coil
- 2011 Amazombie
- 2010 Smiling Tiger
- 2009 Gayego
- 2008 Cost of Freedom
- 2007 Idiot Proof
- 2006 Bordonaro
- 2005 Captain Squire
- 2004 Pt's Grey Eagle
- 2003 Avanzado
- 2002 Kalookan Queen
- 2001 Swept Overboard
- 2000 Kona Gold

### レース結果の出典
- EquiBase
  - 1991、1992、1993、1994、1995、1996、1997、1998、1999、2000
  - 2001、2002、2003、2004、2005、2006、2007、2008、2009、2010
  - 2011、2012、2013、2014、2015、2016、2017